# Герш, Семён Яковлевич
Семен Яковлевич Герш (1888—1957) — профессор, доктор технических наук и основатель научно-технической школы в области криогеники. Лауреат Сталинской премии и Государственной премии СССР.

## Биография
Родился 20 марта 1888 года[по какому календарю?] в Воронеже. В 1905 году окончил Воронежское реальное училище, поступил на механическое отделение Императорского Московского технического училища, которое окончил с отличием в 1911 году по специальности «Двигатели внутреннего сгорания».
Получил направление в Шарлоттенбургский политехнический техникум, в котором занимался около года под руководством немецких профессоров Ридлера и Штумпфа. С 1912 по 1913 год посещал английские заводы в Манчестере.
В 1915 году стал главным механиком Краснодарского нефтеперегонного завода, затем стал помощником управляющего. Совмещал эту должность с работой главного механика, затем был назначен управляющим Майкопских нефтяных промыслов.
В 1921 году стал начальником технического отдела Кубанско-Черноморского нефтяного управления. В период с 1925 по 1929 год был заведующим промысловым отделом треста «Эмбонефть» в Москве, а с 1928 по 1929 год возглавлял Комиссию по закупкам за границей нефтяного оборудования. В 1931 году Герш получил назначение главным инженером ОКБ № 8 технического отдела ОГПУ. С 1935 по 1937 год был начальником отдела Гелия и кислорода Гипрогаза. Стал автором книги «Глубокое охлаждение», написанной в 1936—1937 годах и «Обогащенный воздух», написанной в 1939 году.
В 1946 году в МВТУ имени Н. Э. Баумана начала работать специальная научно-исследовательская лаборатория глубокого охлаждения, в которой была создана экспериментальная установка для очистки воздуха от углекислоты при использовании метода вымораживания в сверхбольших изолированных и замкнутых объемах. . Герш стал основателем специализации по глубокому холоду — криогеники. В числе его первых учеников были М. Б. Столпер и Ф. А. Русак, которые со временем стали главными конструкторами по криогенным системам. В 1957 году Герш организовал Проблемную лабораторию глубокого холода и стал её научным руководителем. В этой лаборатории впервые в мире была разработана криогенная установка для обратной конденсации кислорода. В это же время был разработан и создан быстроходный поршневый прямоточный детандер высокого давления.
Умер в 1957 году . Похоронен на Новодевичьем кладбище.

## Признание
- Сталинская премия третьей степени (1950) — за разработку и промышленное освоение нового метода получения химического продукта